# Hermosa Beach
Hermosa Beach é uma cidade localizada no estado americano da Califórnia, no Condado de Los Angeles. Foi incorporada em 14 de janeiro de 1907.
É a terra natal de bandas de hardcore punk como Black Flag, Pennywise, Circle Jerks e os Descendents. É conhecida pela tradição do surfe e de sua cozinha exótica.

## Geografia
De acordo com o United States Census Bureau, a cidade tem uma área de 3,7 km², onde todos os 3,7 km² estão cobertos por terra.

### Localidades na vizinhança
O diagrama seguinte representa as localidades num raio de 8 km ao redor de Hermosa Beach.

## Demografia
Segundo o censo nacional de 2010, a sua população é de 19 506 habitantes e sua densidade populacional é de 5 266,65 hab/km². Possui 10 162 residências, que resulta em uma densidade de 2 743,76 residências/km².